# Kristýna Napoleaová
Kristýna Napoleaová (* 12. dubna 1996, Pelhřimov) je česká profesionální golfistka a bývalá fotbalistka AC Sparta Praha. V roce 2022 se umístila na druhém místě na turnaji Aramco Saudi Ladies International a v roce 2023 se stala třetí českou hráčkou, které se povedlo vyhrát na Ladies European Tour, a to v turnaji Amundi German Masters.

## Kariéra
Napoleaová je bývalá fotbalistka české ženské reprezentace do 17 let a šestinásobná mistryně české první ligy žen s AC Sparta Praha. Golfu se začala věnovat v roce 2016 ve dvaceti letech poté, co její fotbalovou kariéru zastavilo zranění. Profesionálkou se stala o pouhé tři a půl roku později, v roce 2020.
Napoleaová se v roce 2020 připojila k LET Access Series a v roce 2021 skončila na Flumserberg Ladies Open na 4. místě. V roce 2021 se také zúčastnila šesti turnajů Ladies European Tour. Svůj první cut na turnaji LET Tipsport Czech Ladies Open prošla v týdnu svého pátého výročí, kdy začala s golfem.
Na LET Q-School skončila na děleném 39. místě, čímž získala limitovaný status pro rok 2022, a na LET prorazila, když skončila druhá na turnaji Aramco Saudi Ladies International, když se v polovině turnaje dělila o vedení s pozdější vítězkou Georgií Hallovou. V roce 2023 zvítězila na turnaji Amundi German Masters v Ladies European Tour.

## Amatérské výhry
- Grabštejn Open, 2018[9]